# Maricela Gómez
Maricela Monserrate Gómez (Guayaquil, 23 de noviembre de 1976) es una actriz presentadora de televisión ecuatoriana.

## Biografía
Inició su carrera a inicios de la década de los 90, siendo parte del elenco de actores del Teatro Bambalina, liderado por el actor Raúl Varela. Debuta en la televisión en el año 1993 como extra en la telenovela Ángel o Demonio, producida por Ecuavisa y estelarizada por Gigi Zanchetta, Adolfo Cubas y María Sol Corral. Después de su debut, participa en otras producciones como Dulce tormento (1995) y María Soledad (1995).
Obtiene un mayor reconocimiento por parte del público en 1999, cuando protagoniza la serie Emergencia de TC Televisión junto a Xavier Pimentel, Laura Suárez, Mirella Tironi, Alejandro Pinto, Juan Fernando Rojas, Katty Yoncón, Cynthia Bayona, entre otros.
En 2003 participa en la telenovela La hechicera, protagonizada por Sharon la Hechicera, Bernie Paz y Juan Carlos Salazar, producción en la cual interpreta un personaje antagónico. Al año siguiente, forma parte del elenco de la telenovela Yo vendo unos ojos negros de Ecuavisa.
En 2005 debuta como presentadora de televisión, siendo panelista del espacio de farándula Sharon y los especialistas, nuevamente compartiendo pantalla junto a Sharon la Hechicera. En 2006, protagoniza la telenovela Amores que matan junto a Andrés Garzón, Flor María Palomeque y Carolina Jaume, y en el mismo año también protagoniza la comedia Kliffor junto a Richard Barker. En el año 2007 protagoniza la serie juvenil Súper Papá donde interpreta a María, compartiendo roles junto al actor peruano Paul Martin, Verónica Pinzón, Paola Jaramillo y Arianna Burgos, liderando con gran éxito la franja vespertina de las 2:30 de la tarde en Guayaquil y Quito.
En 2008 regresa a TC Televisión y forma parte de la serie cómica El Gabinete, junto a Santiago Naranjo, Prisca Bustamante y, una vez más, junto a Sharon la Hechicera. A finales del mismo año, actúa en la comedia Corazón contento.
En 2009 se une a las filas de RTS como presentadora del espacio matutino El Club de la Mañana, junto a Marcelo Cornejo, María Gracia Manzano, Sandra Pareja, entre otros. Gómez permaneció como conductora de dicho espacio hasta su salida a inicios de 2018.
En 2019 regresa a la actuación después de 10 años, siendo parte de la telenovela biográfica Sharon la Hechicera en su segunda temporada, producida por Ecuavisa. En esta producción interpreta a Wilma Aguilar, la fiscal encargada del caso de la muerte de la cantante Sharon, con quien la actriz coincidió en varios proyectos televisivos. En esta producción comparte roles junto a María Fernanda Ríos, Samantha Grey, María Mercedes Pacheco Priscilla Negrón, Andrés Vílchez, José Ramón Barreto, Mao House, María Emilia Cevallos, Ariel Zöller, entre otros.
En 2021 realizó una participación especial en la serie Juntos y revueltos de TC Televisión, en la cual interpretó a María Elena.

## Vida personal
Tiene 3 hijas: Emily, Patricia y Franccesca Moreno Gómez, de su primer matrimonio con el actor Patricio Moreno. 
Estuvo casada con el también actor Darío León, con quien se casó en octubre de 2006. Se divorciaron en 2009 pero continuaron con su relación sentimental hasta el año 2011, cuando terminaron.
Actualmente, mantiene una relación sentimental con Gerardo Panchana, desde el año 2014.
Fue diagnosticada con fibromialgia, enfermedad caracterizada por fuertes dolores musculares crónicos y de la cual recibe tratamientos para calmar el dolor y recuperarse. Tras el fallecimiento de su padre a causa de un cáncer de estómago, la actriz cambió por completo sus hábitos alimenticios, además de evitar hacer rutinas de ejercicio de fuerte impacto, y cuidados en su piel con respecto al maquillaje.
En 2018 se gradúa como psicóloga en la Universidad de Guayaquil, recibiendo además el premio Contenta de dicha universidad.

## Filmografía

### Series y telenovelas
| Año       | Título                    | Personaje            |
| --------- | ------------------------- | -------------------- |
| 2022      | Compañía 593              | Inés Holguín         |
| 2021      | Juntos y revueltos        | Maria Elena          |
| 2019      | Sharon 2: El desenlace    | Fiscal Wilma Aguilar |
| 2008-2009 | Corazón contento          | Estelar              |
| 2008      | El Gabinete               | Estelar              |
| 2007      | Súper Papá                | María                |
| 2006      | Kliffor                   | Protagonista         |
| 2005-2006 | Amores que matan          | Norma de Altamirano  |
| 2004      | Yo vendo unos ojos negros | Pilar                |
| 2003      | La hechicera              | Juana                |
| 1999-2002 | Emergencia                | Doctora Rosario Tama |
| 1997      | Puerto Lucía              | Reparto              |
| 1995      | María Soledad             | Sonia                |
| 1994-1995 | Dulce tormento            | Reparto              |
| 1993      | Ángel o Demonio           | Extra                |

### Programas
| Año       | Programa                   | Rol          |
| --------- | -------------------------- | ------------ |
| 2009-2018 | El Club de la Mañana       | Presentadora |
| 2005      | Sharon y los especialistas | Presentadora |